# Douglas Kelley (psychiatre)
Pour les articles homonymes, voir Kelley.
Douglas McGlashan Kelley (11 août 1912-1er janvier 1958) est un officier du service de renseignement de l'armée américaine qui servit comme chef psychiatre à la  prison de Nuremberg lors des procès de Nuremberg avant de devenir criminologue.

## Carrière
Il a fait des études de médecine pour devenir neurologue, ce à quoi il a renoncé pour la psychiatrie. Il s'était ainsi initié au test de Rorschach lors d'un internat dans un hôpital psychiatrique de New York, technique qu'il allait contribuer à développer puis à utiliser plus tard avec des criminels nazis. Il était aussi un élève et adepte des théories d'Alfred Korzybski. Initié à la magie, il préconisait l'apprentissage de tours à ses malades comme il l'avait fait dans un service psychiatrique de San-Francisco dès 1941. Il avait inventé plusieurs tours auxquels il avait donné son nom et il était membre d'une association de magiciens. Il pensait que la pratique de tours de magie réussis redonnait confiance aux malades psychiques quels qu'ils soient, psychotiques, névrotiques ou autres ; il considérait cette technique comme une sorte d'ergothérapie.

En 1945, il a été affecté à ce qui servait de prison à Mondorf-les-Bains pour des dignitaires du régime nazi et il a notamment soigné Hermann Göring. Plus tard à Nuremberg et pour le procès, il supervisa les expertises psychiatriques de 22 responsables nazis jugés. C'est durant le procès de Nuremberg qu'il est reparti pour les États-Unis, emmenant avec lui quantité de documents, notes d'entretiens, etc. dans le but d'écrire un livre avec le psychologue Gustave M. Gilbert sur ces dignitaires nazis. Il a renoncé à la collaboration avec ce dernier qui s'en est senti floué. Rentré dans son pays, il n'a eu de cesse d'alerter les Américains des risques qu'ils encouraient s'ils se laissent aller eux-mêmes à développer des idéologies comme le nazisme car il était convaincu que les dignitaires qu'il a côtoyés et examinés sont des hommes comme les autres. Poursuivant sur sa lancée et toujours convaincu de la valeur du test de Rorschach il va ensuite occuper un poste de criminologue en 1947 à Winston-Salem où il officiera comme expert pour la police et pour les tribunaux avant d'être nommé professeur à l'université de Berkeley. Notons qu'il avait développé progressivement une dépendance à l'alcool tout en considérant ce produit comme un fléau. Il a par ailleurs été l'un des premiers à utiliser l'antabus dans le traitement des alcooliques.

Les dernières années de sa vie, il était devenu hyperactif et un tyran domestique et alcoolique. Lors d'une de ses nombreuses crises de colère, il se donna la mort en ingérant du cyanure. Jack El-Hai n'a pas pu éclaircir les mystères de cette déchéance ni de ce mode de suicide mais il souligne alors qu'il était en possession d'armes à feu, il a néanmoins choisi le cyanure comme Goering. Un peu à la manière de la philosophe Hannah Arendt et du psychologue Stanley Milgram, Kelley pensait que les nazis qu'il avait rencontrés et autres criminels étaient des gens comme les autres et il a travaillé à partir de cette idée durant toute son existence professionnelle. Gustave M. Gilbert pensait exactement le contraire et notait qu'on avait affaire à des psychopathes avérés et il n'était pas le seul.
Les protocoles de réponses au test de Rorschach qu'il avait effectué à Mondorf-les-Bains et à Nuremberg sont sous scellés, en possession du fils du psychiatre. Malgré de nombreuses demandes, ni l'épouse ni ce dernier n'ont consenti à les livrer aux experts de ce test pour analyse.

## Dans la fiction
- Nuremberg, film américain réalisé par James Vanderbilt prévu en 2025